# Радуга (Ставропольский край)
Ра́дуга — посёлок в Новоалександровском городском округе Ставропольского края России.

## География
Посёлок Радуга расположен на северо-западе городского округа , в 27 км к северо-западу от его административного центра и в 102 км к северо-западу от краевого центра. Ближайший населённый пункт — посёлок Лиманный — в 4 км на юго-восток.
Территория посёлка вытянута с севера на юг. На востоке находится курган Два Брата. На юге берёт начало балка Челбас 4-й, впадающая справа в реку Челбас.
В 5 км к западу от Радуги расположена самая западная точка Ставропольского края (40°48′ в. д.).

## История
Населённый пункт основан на землях совхоза «Темижбекский», организованного в 1930 году в связи с разукрупнением Расшеватского зерносовхоза.
Встречается на двухкилометровой карте РККА 1941 года (подписан как 2-е отд. свх.). Во время Великой Отечественной войны с августа 1942 года находился в оккупации. Освобождён 26 января 1943 года.
По состоянию на 1 мая 1953 года числился в составе Темижбекского поссовета Новоалександровского района как посёлок Отделения № 2 Темижбекского зерносовхоза. В 1959 году — посёлок Отделения № 2 совхоза «Темижбекский», Темижбекского сельсовета.
В феврале 1963 года вместе с другими населёнными пунктами Темижбекского сельсовета передан из упразднённого Новоалександровского района в Красногвардейский район; с марта 1964 года — в составе вновь образованного Новоалександровского района.
Указом Президиума Верховного Совета РСФСР от 21 сентября 1964 года посёлок Второе отделение совхоза «Темижбекский» переименован в посёлок Радуга.
6 января 1969 года на отмежёванных от совхоза «Темижбекский» 17,7 тыс. га земельных угодий образован зерновой совхоз «Радуга» (с 1996 года — ЗАО «Радуга»). Основное направление — зерново-животноводческое.
Решением Ставропольского крайисполкома от 5 января 1972 года посёлок Радуга выделен из Темижбекского сельсовета в состав Расшеватского сельсовета.
В 1980 году население Радуги насчитывало около 1100 человек. По состоянию на 1 января 1983 года населённый пункт по-прежнему входил в Расшеватский сельсовет:22. На изданной в 1991 году километровой карте Генштаба ВС СССР для посёлка указано население около 1400 человек.
18 октября 1990 года Президиум Ставропольского краевого Совета народных депутатов решил «Образовать в Новоалександровском районе Радужский сельсовет с центром в посёлке Радуга, включив в его состав выделенные из Расшеватского сельсовета этого же района посёлки Радуга и Лиманный». 1 мая 2017 года Радужский сельсовет был упразднён, территория включена в Новоалександровский городской округ.

## Население
| 1989 | 2002  | 2010  | 2014  | 2021  | 2023  |
| ---- | ----- | ----- | ----- | ----- | ----- |
| 1370 | ↗1689 | ↘1660 | ↘1600 | ↘1489 | ↘1461 |

По данным переписи 2002 года, 91 % населения — русские.

## Инфраструктура
- Централизованная клубная система[31]
- Сельскохозяйственное акционерное общество «Радуга». Образовано 6 января 1969 года как зерновой совхоз «Радуга»[32]
- Уличная сеть посёлка включает 16 улиц и 3 переулка[33]
- 2 общественных открытых кладбища площадью 35000 м² и 1000 м²[34]

## Образование
- Детский сад № 33 «Ласточка»[35]
- Средняя общеобразовательная школа № 10[36]
- Детская музыкальная школа[37]

## Русская православная церковь
- Храм равноап. вел. князя Владимира

## Люди, связанные с посёлком
- Суров Владимир Сергеевич - директор сельскохозяйственного акционерного общества «Радуга», Герой труда Ставрополья[38]

## Памятники
- Братская могила 13 советских воинов, погибших в боях с фашистами. Январь 1943, 1952 года[39]